# Сілецький Василь Іванович
Василь Іванович Сілецький (05.01.1999—18.04.2022) — солдат Збройних Сил України, учасник російсько-української війни, який загинув під час російського вторгнення в Україну.

## Життєпис
Народився 5 січня 1999 року. Мешкав у с. Вирів, Львівського району Львівської області. Круглий сирота. 
З перших днів російського вторгнення в Україну став на захист України.
Загинув 18 квітня 2022 року в бою з ворогом поблизу м. Попасної на Луганщині.
Похований у с. Горпин Жовтанецької сільської ради на Львівщині.

## Нагороди
- орден «За мужність» III ступеня (2022, посмертно) — за особисту мужність і самовіддані дії, виявлені у захисті державного суверенітету та територіальної цілісності України, вірність військовій присязі[5].